# Ace Online
Ace Online — компьютерная, бесплатная массовая многопользовательская интернет-игра с ролевыми элементами (MMORPG), с элементами шутера, разработанная компанией MasangSoft и изданная 26 мая 2006 года во всём мире. 26 сентября 2008 года состоялся повторный перезапуск игры в США. В России игра вышла в 2008 году, издателем выступила компания Innova Systems.
Закрытие Проекта — в России компания Innova выключила свои серверы 26 декабря 2012 г.

## История разработки и распространения
Ace Online была разработана компанией Masangsoft. В Южной Корее её издателем стала YD Online Corp., а релиз состоялся 25 мая 2006 года.
В Соединенных Штатах Америки Ace Online была выпущена под названием Space Cowboy Online. 26 декабря 2007 года гейм-мастер под ником Xarfox сделал официальное сообщение о том, что игра Space Cowboy Online получает название Ace Online International. Таким образом, компания Yedang вывела проект на международный уровень. В ноябре 2008 года Yedang выключает серверы по причине крайне низкой популярности.
Между тем, в Европе и Азии игра нашла своих поклонников. Там она получила название AirRivals, хотя изначально была известна как Flysis. Во Вьетнаме Ace Online представлена под брендом Phi Doi.
Компании Gameforge GmbH и Wicked Interactive занимаются поддержкой Ace Online на территории Европы и США, хотя клиент доступен для игроков со всего мира. В Японии за игру отвечает компания Arario Corporation, в Таиланде — Winner Online, во Вьетнаме — VTC Online, в Китае — Yetime, в Тайване — Gamon.
В России игру локализовала и издавала компания Innova Systems. Релиз состоялся 26 ноября 2008 года. В настоящий момент контракт на локализацию закончился, и продлен не будет. Обновление «Война за Пандею» в России было установлено раньше, чем в Европе и Северной Америке. Так же готовились к выходу 4 эпизода «Новая Угроза» проводились даже закрытые бета тесты, но на игровые сервера России так и не был установлен.
26 октября 2012 года в 20.00 по Москве Innova Systems объявила о закрытии русских серверов этой игры. Ровно 4 года просуществовал руофф Ace Online, 4-й эпизод так и не был поставлен на боевые сервера. В этот же день был отключен item shop (магазин за рубли). На данный момент компания Innova Systems не предоставляет услуг по данному проекту.
Новость и дальнейшее закрытие серверов в России спровоцировало появление нескольких PvP серверов для аудитории стран территории бывшего СССР. Часть аудитории бывшего Ace Online рассеялась как раз по этим ПВП серверам, часть просто ушла в другие проекты, но самая солидная часть мигрировала за «бугор» к Gameforge в проект Air Rivals (англ.) на сервер Helix, первопроходцы образовали там несколько крупных русскоязычных бригад за обе фракции.
В 2014 году был открыт русскоязычный PvE сервер BattleGear (рус.) с версией игры 3.5. Проект стал копией оригинала, воплотив в себе руофф с незначительными изменениями. Благодаря планомерному росту и развитию сервера проект смог привлечь многих из игрового сообщества стран СНГ.
29 сентября 2017 года проект BattleGear (рус.) перешёл на 4 эпизод.

## Игровой процесс
Игроку предлагается выступить в роли пилота за одну из двух фракций. В Ace Online есть четыре типа летательных аппаратов: истребитель (I-корпус), медицинский самолёт (M-корпус), бомбардировщик (B-корпус) и танк (A-корпус). Бои разворачиваются на земле, в воздухе и открытом космосе. Кроме того, можно летать и под землей — в пещерах.
Выполняя сюжетные миссии и участвуя в боях с другими игроками (PvP), персонажи зарабатывают опыт и повышают уровни. Так наращиваются характеристики, которые влияют на исход будущих битв. Характеристики бывают следующими:
- атака — параметр, влияющий на точность, силу атаки и пробивание;
- защита — прочность летательного аппарата;
- топливо — параметр, повышающий запас хода и влияющий способность устанавливать тяжелые предметы;
- дух — параметр, повышающий количество и скорость восстановления Очков Умений (SP);
- ловкость — параметр, повышающий шанс уйти от атаки;
- щит — параметр, улучшающий защитный щит летательного аппарата.

Монстры в игре существуют четырёх видов: неагрессивные, агрессивные, уникальные (название выделено жёлтым цветом) и боссы. Чем выше их уровень, тем лучше вознаграждение (предметы и игровая валюта) за победу над ними. С желтых монстров (называемых игроками золотыми) «выпадают» более дорогие и полезные предметы, чем с обычных противников, а иногда и с боссов.

### Умения

#### Общие
Общие умения доступны любому классу с 9-го уровня. Все эти умения это временные улучшение своего корабля, то есть баффы, улучшающие показатели атаки/защиты/уворота/точности.

Огненный снаряд : увеличивает урон стрелкового оружия. Для доступа к 9 уровню умения необходим Модуль последнего умения(*).
| Уровень умения | Необходимый уровень | Расход SP | Длительность, сек | Перезарядка, сек | Бонус, % |
| -------------- | ------------------- | --------- | ----------------- | ---------------- | -------- |
| 1              | 9                   | 8         | 180               | 170              | 5        |
| 2              | 14                  | 8         | 180               | 170              | 9        |
| 3              | 19                  | 8         | 180               | 170              | 12       |
| 4              | 24                  | 28        | 180               | 170              | 14       |
| 5              | 29                  | 28        | 180               | 170              | 15       |
| 6              | 64                  | 28        | 300               | 290              | 15       |
| 7              | 69                  | 38        | 300               | 290              | 16       |
| 8              | 74                  | 48        | 300               | 290              | 18       |
| 9*             | 79                  | 48        | 300               | 290              | 20       |

Ракетный снаряд : увеличивает урон ракетного оружия. Для доступа к 9 уровню умения необходим Модуль последнего умения(*).
| Уровень умения | Необходимый уровень | Расход SP | Длительность, сек | Перезарядка, сек | Бонус, % |
| -------------- | ------------------- | --------- | ----------------- | ---------------- | -------- |
| 1              | 5                   | 8         | 180               | 170              | 5        |
| 2              | 18                  | 8         | 180               | 170              | 9        |
| 3              | 26                  | 8         | 180               | 170              | 12       |
| 4              | 30                  | 28        | 180               | 170              | 14       |
| 5              | 34                  | 28        | 180               | 170              | 15       |
| 6              | 68                  | 28        | 300               | 290              | 15       |
| 7              | 73                  | 38        | 300               | 290              | 16       |
| 8              | 78                  | 53        | 300               | 290              | 18       |
| 9*             | 83                  | 53        | 300               | 290              | 20       |

Концентрация : увеличивает точность стрелкового и ракетного оружия. Для доступа к 7 уровню умения необходим Модуль последнего умения(*).
| Уровень умения | Необходимый уровень | Расход SP | Длительность, сек | Перезарядка, сек | Бонус, % |
| -------------- | ------------------- | --------- | ----------------- | ---------------- | -------- |
| 1              | 20                  | 15        | 180               | 170              | 3.29     |
| 2              | 32                  | 15        | 180               | 170              | 7.84     |
| 3              | 44                  | 15        | 180               | 170              | 11.76    |
| 4              | 56                  | 25        | 180               | 170              | 15.69    |
| 5              | 68                  | 30        | 300               | 290              | 19.61    |
| 6              | 80                  | 35        | 300               | 290              | 23.53    |
| 7*             | 92                  | 40        | 300               | 290              | 27.45    |

Уклонение : повышает параметр уклонения. Для доступа к 7 уровню умения необходим Модуль последнего умения(*).
| Уровень умения | Необходимый уровень | Расход SP | Длительность, сек | Перезарядка, сек | Бонус, % |
| -------------- | ------------------- | --------- | ----------------- | ---------------- | -------- |
| 1              | 20                  | 15        | 180               | 170              | 1.96     |
| 2              | 32                  | 15        | 180               | 170              | 3.92     |
| 3              | 44                  | 15        | 180               | 170              | 5.88     |
| 4              | 56                  | 25        | 180               | 170              | 7.84     |
| 5              | 68                  | 30        | 300               | 290              | 9.80     |
| 6              | 80                  | 35        | 300               | 290              | 11.76    |
| 7*             | 92                  | 40        | 300               | 290              | 13.73    |

Улучшение защиты : повышает параметр защиты. Для доступа к 7 уровню умения необходим Модуль последнего умения(*).
| Уровень умения | Необходимый уровень | Расход SP | Длительность, сек | Перезарядка, сек | Бонус, % |
| -------------- | ------------------- | --------- | ----------------- | ---------------- | -------- |
| 1              | 20                  | 15        | 180               | 170              | 1.96     |
| 2              | 32                  | 15        | 180               | 170              | 3.92     |
| 3              | 44                  | 15        | 180               | 170              | 5.88     |
| 4              | 56                  | 25        | 180               | 170              | 7.84     |
| 5              | 68                  | 30        | 300               | 290              | 9.80     |
| 6              | 80                  | 35        | 300               | 290              | 11.76    |
| 7*             | 92                  | 40        | 300               | 290              | 13.73    |

#### Классовые
Классовые умения — умения, доступные только определённому классу. У каждого класса эти умения уникальны.
- Умения А-корпуса.

Атака

Осадный режим : переключение в режим Осады, только на земле, вид от первого лица, автозахват мишени. Невозможность двигаться. Для доступа к 9 уровню умения необходим Модуль последнего умения(*).
| Уровень умения | Необходимый уровень | Расход SP, SP/сек | Дополнительный выстрел | Урон стрелкового оружия, % | Дальность радара, % |
| -------------- | ------------------- | ----------------- | ---------------------- | -------------------------- | ------------------- |
| 1              | 20                  | 3                 | 0                      | 10                         | 20                  |
| 2              | 29                  | 3                 | 0                      | 14                         | 25                  |
| 3              | 38                  | 3                 | 1                      | 18                         | 25                  |
| 4              | 47                  | 3                 | 1                      | 22                         | 25                  |
| 5              | 56                  | 3                 | 1                      | 26                         | 30                  |
| 6              | 65                  | 3                 | 1                      | 30                         | 30                  |
| 7              | 74                  | 3                 | 1                      | 34                         | 30                  |
| 8              | 83                  | 3                 | 1                      | 38                         | 30                  |
| 9*             | 92                  | 3                 | 2                      | 0                          | 30                  |

Воздушная осада : переключение в режим воздушной осады, только в воздухе, вид от первого лица, автозахвата мишени нет, но есть возможность поворачиваться на 360 градусов. Невозможность двигаться. Для доступа к 6 уровню умения необходим Модуль последнего умения(*).
| Уровень умения | Необходимый уровень | Расход SP, SP/сек | Дополнительный выстрел | Урон стрелкового оружия, % | Дальность радара, % |
| -------------- | ------------------- | ----------------- | ---------------------- | -------------------------- | ------------------- |
| 1              | 55                  | 3                 | 0                      | 70                         | 25                  |
| 2              | 63                  | 3                 | 0                      | 76                         | 25                  |
| 3              | 69                  | 3                 | 0                      | 82                         | 25                  |
| 4              | 75                  | 3                 | 1                      | 0                          | 25                  |
| 5              | 81                  | 3                 | 1                      | 5                          | 25                  |
| 6              | 87                  | 3                 | 1                      | 11                         | 25                  |

Осадная защита : переключение в защитный режим, только на земле, вид от первого лица, автозахват мишени. Невозможность двигаться. Для доступа к 4 уровню умения необходим Модуль последнего умения(*).
| Уровень умения | Необходимый уровень | Расход SP, SP/сек | Бонус защиты, % |
| -------------- | ------------------- | ----------------- | --------------- |
| 1              | 14                  | 3                 | 9.8             |
| 2              | 25                  | 3                 | 14.9            |
| 3              | 36                  | 3                 | 20              |
| 4*             | 47                  | 3                 | 24.7            |

Защита

Восстановление : восстановление щита за несколько секунд. Для доступа к 7 уровню умения необходим Модуль последнего умения(*).
| Уровень умения | Необходимый уровень | Расход SP, SP/сек | Восстановление щита | Длительность, сек | Перезарядка, сек |
| -------------- | ------------------- | ----------------- | ------------------- | ----------------- | ---------------- |
| 1              | 45                  | 40                | 750                 | 9                 | 10               |
| 2              | 52                  | 45                | 900                 | 9                 | 10               |
| 3              | 58                  | 50                | 1050                | 9                 | 10               |
| 4              | 64                  | 55                | 1200                | 9                 | 10               |
| 5              | 70                  | 60                | 1350                | 9                 | 10               |
| 6              | 76                  | 60                | 1500                | 9                 | 10               |
| 7*             | 82                  | 60                | 1650                | 9                 | 10               |

Барьер : защитный экран, блокирующий попадание ракет, но не стрелкового оружия. Активируется только при посадке, после активации сохраняется и в полёте.
| Уровень умения | Необходимый уровень | Расход SP, SP/сек | Длительность, сек | Перезарядка, сек |
| -------------- | ------------------- | ----------------- | ----------------- | ---------------- |
| 1              | 30                  | 40                | 15                | 60               |

Выстрел-ловушка : замедление противника.
| Уровень умения | Необходимый уровень | Расход SP | Длительность, сек | Перезарядка, сек | Скорость цели (-) |
| -------------- | ------------------- | --------- | ----------------- | ---------------- | ----------------- |
| 1              | 45                  | 50        | 10                | 50               | 25                |
| 2              | 65                  | 50        | 10                | 50               | 30                |
| 3*             | 85                  | 50        | 10                | 50               | 35                |

Передвижение

Наземное ускорение : ускоряет ваше перемещение по земле.
| Уровень умения | Необходимый уровень | Расход SP, SP/сек | Ускорение, % |
| -------------- | ------------------- | ----------------- | ------------ |
| 1              | 12                  | 4                 | 100          |
| 2              | 60                  | 4                 | 150          |
| 3              | 90                  | 4                 | 200          |

Поглощение ущерба : предоставляет вам защиту от столкновений с объектами.
| Уровень умения | Необходимый уровень | Расход SP | Длительность, сек | Перезарядка, сек | Защита от столкновений, % |
| -------------- | ------------------- | --------- | ----------------- | ---------------- | ------------------------- |
| 1              | 15                  | 15        | 180               | 170              | 50                        |

#### Специальные
Специальные умения — умения, доступные только после 45-го уровня. Получаются только при наличии Модуля Специального Умения (МСУ). На покупку одного специального умения нужен один модуль. У каждого класса Специальные умения уникальны.

#### Финальные
Финальные умения — умения, доступные только после 70-го уровня. Получаются только с при наличии Модуля Финального Умения (МФУ). У каждого класса Финальные умения уникальны.

### Корпусы
- А-корпус. Тяжелые корабли, которые называют «танками». Обладают крайне высоким показателем атаки либо защиты (чаще всего танки улучшают характеристики атаки, нежели защиты. Только эти корабли способны вести огонь с земли. Задача танка — поддержка воздушных целей с земли.

Специальные умения Танка: Камуфляж (невидимость) и Парализ Щита (щит противника не может быть восстановлен никакими способами в течение 30 секунд).
Финальное умение Танка: Гипервыстрел (концентрированный выстрел из пушки, для большего эффекта советуется использовать пушку Омега)
- B-корпус. Бомбардировщики, наносящие большой урон. Их скорость незначительно уступает скорости истребителей. Большинство бомберов улучшают характеристики атаки для большего урона. Также бомбер может улучшить характеристики защиты вместо атаки, но уровень его защиты будет заметно уступать уровню защиты медика, что ставит под сомнение данный билд за его бесполезностью как в PvP так и на войне. Главная задача бомбера — Усиливать кемп с медиком

Специальное умение Бомбера: Невидимость.
Финальное умение Бомбера: Большой взрыв (самоуничтожение со взрывом, урон которого зависит от количества энергии вашего корпуса).
- I-корпус. Самые быстрые корабли-истребители, несущие на борту мощные ракеты. Чаще всего игроки улучшают характеристики ловкости (которая дает большой шанс увернуться от атаки противника), а не атаки. Это делает их практически неуязвимыми в некоторых ситуациях. Задача истребителя — поиск врага по локации и уничтожение отдельных целей. Славится своей большой скоростью.

Специальное умение Истребителя: Цепное вращение (дает возможность использовать умение «Бочка» без 3-секундного ожидания)
Финальное умение Истребителя: Берсерк (в течение 15 секунд урон, и скорость отката атаки ваших ракет (ра) значительно увеличивается, что позволяет нанести огромный урон в течение короткого времени)
- M-корпус. Медик. Не может причинить особого вреда противнику, но способны отремонтировать любую технику, плюс ко всему медик имеет очень большой показатель защиты (самый большой по сравнению с другими корпусами в игре). Медики могут летать назад. При полете в звене с медиком во главе такая возможность появляется у всех членов звена. Задача медика — поддержка звена на войне. Медик может призывать к себе (внутриигровой термин «кох») участников своего звена, ремонтировать дружественные корабли и сканировать в поисках вражеских кораблей-невидимок.

Специальные умения Медика: Очищение (очищает выбранного противника от всех баффов), Неуязвимость (полная неуязвимость в течение 15 секунд. Невозможность атаковать в это время).
Финальное умение Медика: Полное восстановление (полностью восстанавливает (Энергию, Щит, SP) вас или выбранный корабль).

### Улучшения предметов
- Заточка

Улучшение оружия/корпуса/двигателя/радара/генератора посредством заточки определёнными модулями, дающие определённые положительные эффекты.
Всё оружие и корпуса которые могут быть заточены, точатся до +5 безопасно (с вероятностью 100 %). Далее шанс потери предмета растёт. +6 (90 %), +7 (80 %) и так до +10 (50 %). На +11 и далее шанс успешной заточки обычным модулем приблизительно равен 50 %. На +11 и далее шанс успешной заточки гипермодулем приблизительно равен 30 %. Гипермодуль дает в 2 раза больше положительных эффектов нежели обычный. Им можно точить только начиная от заточки +10.
Чтобы повысить шанс успешной заточки в магазине предметов за рубли продаются «модули +25 % шанса» и модули защиты от разрушения, которые предотвращают потерю предмета при не успешной заточке.
Все радары, двигатели и генераторы при заточке могут быть потеряны даже при заточке на +1.
- Фиксы

Также на корпус и оружие можно поставить так называемые фиксы. Их бывает 2 вида — Префиксы и Суффиксы. Фиксы-это случайные бонусы к характеристикам вашего корпуса/оружия. Фиксы бывают 2 видов — Гиперфиксы (улучшенные) и обычные. Фиксы можно удалять и ставить на этот же предмет новые.

### PvP
Статистика результатов всех битв между игроками (PvP) сохраняется и отображается в рейтинге игроков — как для конкретного сервера, так и всего мира. PvP-бои могут быть нескольких видов:
1. Дуэль. Битва двух персонажей по предварительной договоренности.
2. Сражение с пилотами противоположной фракции. Здесь не требуется договоренность. В бою может участвовать любое количество игроков. За победу выдается «Марка убийства», которую можно обменять на опыт, продать в магазин (цена зависит от ранга сбитого пилота) или собрав определённое количество марок одного типа, можно обменять их на уникальный ЦПУ.
3. Битвы между звеньями. Необходима договоренность.
4. Битвы между бригадами. Необходима договоренность.

## Сражения между фракциями
Бои между фракциями могут быть следующими:
1. Битва за стратегическую точку. Начинается в случайное время, в случайном месте. Длится 1 час.
2. Битва за материнский корабль. Длится 2 часа. Начинается два раза в неделю (одна атака и одна защита в неделю для каждой фракции). Самое глобальное сражение, в котором участвуют все игроки. Бои происходят на всех локациях Филона. За участие все пилоты получают Очки Войны, SPI за личный вклад в битву, особый бонус для всей фракции. Кроме того, в зависимости от этапа битвы им могут достаться особенные предметы или выпасть шанс поучаствовать в ивенте «Счастливый час».
3. Битва за передовую базу. Длится 2 часа. Тут бригада, разрушившая ядро (или бригада, защитившая его) получает в своё распоряжение Передовую Базу. Дает определённые бонусы лидеру бригады(например, сбор налогов).
4. Арена. Здесь по договоренности встречаются игроки противоположных фракций с разных серверов и участвуют в битве, которая очень сильно похожа на классический режим Deathmatch (все против всех).

За участие в этих битвах выдаются Очки Войны, которые служат своего рода валютой. Их можно потратить на специальные корпусы, которые отличаются высокими техническими характеристиками и выглядят привлекательнее стандартных.
ВАЖНО: Система начисления ОВ и другие награды за войну
- Стратегические точки:

Победа: 300 ОВ (600 ОВ с премиумом) + капсула SPI и 100.000 SPI или выше (зависит от количества полезных действий, совершенных во время войны).
Поражение: 100 ОВ (200 ОВ с премиумом) и 50.000 SPI или выше (зависит от количества полезных действий, совершенных во время войны).
ВАЖНО: ОВ за стратегическую точку начисляется только в момент победы/поражения (то есть в момент разружения либо в момент окончания стратегической точки) и только на локации точки или в ближайшей к ней локации.
- Битва за материнский корабль:

Победа: 300 ОВ (600 ОВ с премиумом) + капсула с предметом и 100.000 SPI или выше (зависит от количества полезных действий, совершенных во время войны).
Поражение: 200 ОВ (400 ОВ с премиумом) и 100.000 SPI или выше (зависит от количества полезных действий, совершенных во время войны).
Также за каждую разрушенную стратегическию точку (для атакующией фракции) или за каждый разрушенный телепорт (для защищающей фракции) дается 300 ОВ + капсула SPI.
ВАЖНО: ОВ за разрушенную стратегическую точку / телепорт начисляется только в момент победы/поражения (то есть в момент разружения либо в момент окончания стратегической точки) или на локации точки и только в ближайшей к ней локации.
- Битва за передовую базу:

Победа: 300 ОВ (600 ОВ с премиумом) + коробка защитника базы и 100.000 SPI или выше (зависит от количества полезных действий, совершенных во время войны).
Поражение: 100 ОВ (200 ОВ с премиумом) и 100.000 SPI или выше (зависит от количества полезных действий, совершенных во время войны).
ВАЖНО: ОВ за передовую базу начисляется только в момент победы/поражения (то есть в момент окончания войны за базу (22:00 по времени сервера) и только на локации базы или в ближайшей к ней локации.
- Арена:

Система начисления ОВ за Арену очень сложная. Она учитывает как количество ваших смертей, убийств, уровень сложности, так и результат (победа/поражение). Как правило на Арену для заработка ОВ ходят только во время Счастливого Часа (СЧ) на ОВ. Проводятся подобные СЧ в зависимости от планов Администрации игры.

## Бригады
Игроки в обеих фракциях часто создают внутренние объединения — бригады, которые, в свою очередь, могут подразделяться на группы. Максимальная численность бригады может колебаться от 30 до 60 человек (60 человек, если у главы бригады активирован премиум). Наличие ранга в бригаде (лидер, зам., глава группы, пилот группы) предоставляет доступ к бригадному складу в случае его активации. Отличительной чертой членства в бригаде является её эмблема, которая способствует узнаваемости игроков. Поиск бригад, набирающих игроков, осуществляется через нижнюю панель сообщество, или функциональную клавишу ф7, которая открывает соответствующее окно. В нём достаточно открыть вкладку Бригада и отправить свою заявку в интересующую вас бригаду

## Официальные сайты
- Ace Online в России (сервер закрыт)
- Ace Online в России (сервер закрыт)
- Ace Online в Северной Америке
- Ace Online во Вьетнаме
- Ace Online в Таиланде